# Soutěž mladých jezdců na Giru d'Italia
Bílý trikot je na Giru d'Italia udílen nejlepšímu mladému jezdci v celkovém pořadí.

## Nejlepší mladý jezdec v celkovém pořadí na Giro d'Italia
Bílý trikot – nejlepší mladý jezdec v celkovém pořadí
| 1976                       | Itálie             | Alfio Vandi        | Magniflex               |
| 1977                       | Itálie             | Mario Beccia       | Sanson                  |
| 1978                       | Itálie             | Roberto Visentini  | Vibor                   |
| 1979                       | Itálie             | Silvano Contini    | Bianchi-Faema           |
| 1980                       | Švédsko            | Tommy Prim         | Bianchi-Piaggio         |
| 1981                       | Itálie             | Giuseppe Faraca    | Hoonved-Bottecchia      |
| 1982                       | Itálie             | Marco Groppo       | Metauro Mobili          |
| 1983                       | Itálie             | Franco Chioccioli  | Vivi-Benotto            |
| 1984                       | Francie            | Charly Mottet      | Renault-Elf             |
| 1985                       | Itálie             | Alberto Volpi      | Sammontana-Bianchi      |
| 1986                       | Itálie             | Marco Giovannetti  | Gis Gelati-Oece         |
| 1987                       | Itálie             | Roberto Conti      | Selca-Conti             |
| 1988                       | Itálie             | Stefano Tomasini   | Fanini-Seven Up         |
| 1989                       | Sovětský svaz      | Vladimir Poulnikov | Alfa Lum                |
| 1990                       | Sovětský svaz      | Vladimir Poulnikov | Alfa Lum-BFB Bruciatori |
| 1991                       | Itálie             | Massimiliano Lelli | Ari-Ceramiche Ariostea  |
| 1992                       | Rusko              | Pavel Tonkov       | Lampre–Colnago          |
| 1993                       | Rusko              | Pavel Tonkov       | Lampre–Polti            |
| 1994                       | Rusko              | Evgeni Berzin      | Gewiss–Ballan           |
| 1995 - 2006 neudělovalo se |                    |                    |                         |
| 2007                       | Lucembursko        | Andy Schleck       | Team CSC                |
| 2008                       | Itálie             | Riccardo Riccò     | Saunier Duval–Scott     |
| 2009                       | Belgie             | Kevin Seeldraeyers | Quick-Step              |
| 2010                       | Austrálie          | Richie Porte       | Team Saxo Bank          |
| 2011                       | Česko              | Roman Kreuziger    | Astana                  |
| 2012                       | Kolumbie           | Rigoberto Uran     | Team Sky                |
| 2013                       | Kolumbie           | Carlos Betancur    | Ag2r–La Mondiale        |
| 2014                       | Kolumbie           | Nairo Quintana     | Movistar Team           |
| 2015                       | Itálie             | Fabio Aru          | Astana                  |
| 2016                       | Lucembursko        | Bob Jungels        | Etixx–Quick-Step        |
| 2017                       | Lucembursko        | Bob Jungels        | Quick-Step Floors       |
| 2018                       | Kolumbie           | Miguel Ángel López | Astana                  |
| 2019                       | Kolumbie           | Miguel Ángel López | Astana                  |
| 2020                       | Spojené království | Tao Geoghegan Hart | Ineos Grenadiers        |
| 2021                       | Kolumbie           | Egan Bernal        | Ineos Grenadiers        |
| 2022                       | Španělsko          | Juan Pedro López   | Trek–Segafredo          |
| 2023                       | Portugalsko        | João Almeida       | UAE Team Emirates       |
| 2024                       | Itálie             | Antonio Tiberi     | Team Bahrain Victorious |
| 2025                       | Mexiko             | Isaac del Toro     | UAE Team Emirates XRG   |